# Радищево (Пензенская область)
Ради́щево (до 1952 года — Верхнее Аблязово) — село в Кузнецком районе Пензенской области, входит в состав Анненковского сельсовета.
Село находится по обе стороны реки Тютнярь, на автодороге Кузнецк — Петровск, в 12 км к юго-западу от Кузнецка.

## История
В 1703 году земля, на которой расположена деревня, по приказу Петра I перешла к Г. А. Аблязову (прадеду А. Н. Радищева по материнской линии) «за многую службу отца его Афанасия Аблязова» от служилых людей Ивана и Петра Назарьевых, у которых она «лежала впусте». Уже в апреле 1707 года Г. А. Аблязов в своей челобитной упоминает о новопостроенной деревне «в Саранском уезде, в урочищах на речке Тютнярке». В том же году в деревне построена деревянная церковь во имя Преображения Господня. В 1730 году деревянная церковь была заменена каменной, освященной в 1736 году и сохранившейся до сих пор. Рядом с нею Г. А. Аблязов выстроил 2-этажную каменную усадьбу, соединённую крытым деревянным переходом с церковью (с верхнего придела можно было пройти на хоры и не стоять службу вместе с крестьянами). Вокруг усадьбы был разбит липовый сад.
В 1746 году село в качестве приданого дочери Г. А. Аблязова Анастасии перешло к Н. А. Радищеву, отцу Александра Николаевича Радищева. Николай Афанасьевич неплохо ладил с крестьянами. По преданию во время пугачёвского восстания они прятали барина с его многодетным семейством в ближнем Смоленском овраге. В усадьбе до 1756 года прошло детство писателя, который неоднократно приезжал в деревню и впоследствии. После возвращения из ссылки А. Н. Радищев работал в усадьбе над экономическим очерком об имении своего отца.
В селе имелось четыре общины, две из которых составляли крестьяне помещиков Радищевых, а остальные — крестьяне помещиков Страхова и Гавриленко. К середине XIX века финансовые дела Радищевых пошатнулись и в 1846 — 1847 годах имение было описано, а в июле 1847 года вышел указ о продаже его с аукционного торга. От полного разорения имение спасла Камилла Ивановна Радищева, жена младшего сына А. Н. Радищева Афанасия Александровича. Она выкупила имение и с декабря 1847 года стала его законной владелицей. В то же время село, используя своё выгодное расположение на почтовом тракте Кузнецк — Петровск, стало относительно зажиточным. В 1859 году в селе было 307 дворов, ярмарка, 6 мельниц, 4 дранки, крестьяне помимо земледелия занимались извозом, торговлей, подсобными промыслами: витьем веревок, плотничеством, столярными работами, пчеловодством.
После отмены крепостного права земля была выкуплена крестьянами у своих помещиков. В 1869 году в селе была открыта земская школа. С 1877 года село, насчитывающее 370 дворов и имевшее церковь, школу, 2 лавки, 9 ветряных мельниц становится волостным центром Кузнецкого уезда. В этом качестве продолжалось экономическое развитие села. В 1886 году в селе имелось 386 хозяйств, 270 промысловиков, 2 кабака, трактир, 4 лавки, 6 ветряных мельниц, 4 дранки, действовала ярмарка.
В 1883 году в Аблязово заезжал Алексей Петрович Боголюбов (его мать, Фёкла Александровна, была дочерью Радищева от второго брака), о чем оставил очень теплые воспоминания:

…мы поехали в губернию в Кузнецкий уезд, где жила моя тетка Радищева, жена моего покойного дяди Афанасия Александровича. Когда-то я бывал в этих поместьях, но они погорели и были заново отстроены еще при жизни дяди. Везде царила незнакомая мне патриархальность…Дом был громадный, со службами…Большой сад был запущен. Яблони рдели фруктами. Малина, земляника и клубника висели в изобилии… Имение это было отпрыском громадного Радищевского владения в 7 тысяч душ крестьян и называлось село Аблязово. Здесь стояла деревянная церковь времен Елизаветы Петровны, а рядом был дом, соединенный крытым ходом с церковью, в которой был иконостас Луи XV, такой работы, что я ахнул, когда туда взошел. Но что стало с домом, где жил мой дед А. Н. Радищев! Половицы его были разобраны, крыша дырявилась, и старинные древние кирпичи валялись на громадном дворе…

В 1888 году в окрестностях села находят кости мамонта.
В 1911 году село, насчитывавшее 427 дворов, включено в состав Анненковской волости.
В 1919 году под руководством Г. Ф. Нефедова в селе образована сельскохозяйственная опытная станция. В это время в селе развивается овцеводство. В 1930—31 гг. в селе организован колхоз «Родина Радищева».
28 октября 1945 года в селе, в здании бывшей земской школы, открыт Государственный музей А. Н. Радищева, а 11 декабря 1952 года село Верхнее Аблязово переименовано в Радищево. В 1968 году в исторической части села установлена охранная мемориальная зона музея.
В 1966 году в черту села вошли населенные пункты Ермоловка (центральная правобережная часть) и Мустафинка (юго-запад).
В 1993 году в селе имелся медицинский пункт, средняя школа, дом культуры, библиотека, памятник А. Н. Радищеву (скульптор В. Г. Курдов, 1968), памятник воинам-землякам, погибшим в годы Великой Отечественной войны, Храм Преображения Господня, музей А. Н. Радищева.
В 1990-е годы дом Радищева был восстановлен на месте сохранившегося фундамента.
До 22 декабря 2010 года село являлось центром Радищевского сельсовета.

## День села
День села отмечается на праздник Троицы.

## Население
| 1747  | 1762  | 1795  | 1859  | 1877  | 1897  | 1911  |
| ----- | ----- | ----- | ----- | ----- | ----- | ----- |
| 1100  | ↗1321 | ↗1665 | ↗2196 | ↗2321 | ↘2017 | ↗2776 |
| 1926  | 1930  | 1939  | 1959  | 1989  | 1996  | 2002  |
| ↘2540 | ↗2814 | ↘2215 | ↘1593 | ↘1352 | ↘1326 | ↘1253 |
| 2010  |       |       |       |       |       |       |
| ↘1243 |       |       |       |       |       |       |

## Известные люди
- Праведный Александр Чагринский. Святой батюшка.

- Иван Николаевич Базанов (родился в январе 1923 года) — генерал-лейтенант, участник Сталинградской битвы, войны в Корее, испытаний первой атомной бомбы в 1953 году[8].
- Базанов, Сергей Фёдорович (1907—1943) — советский военачальник, подполковник.
- Евдокия Павловна Кулакова (1907, с. В. Аблязово Кузнецкого уезда Саратовской губернии, ныне Кузнецкого района Пензенской области — 1990, с. Анненково Кузнецкого района). Доярка колхоза «Гигант». В 1943 г. внесла в фонд обороны страны 100 тыс. рублей[9].
- Глеб Филиппович Нефёдов (19.03.1869, Москва — 1941, Кузнецк), ученый-агроном, почвовед[10].

## Достопримечательности
- Спасо-Преображенская церковь. В настоящее время здесь располагается мемориальная часть экспозиции музея А. Н. Радищева. В церкви находится фамильная усыпальница Радищевых, где похоронены родители А. Н. Радищева, его брат Михаил, младший сын писателя Афанасий. С 1991 года помещение храма используется совместно с церковной общиной. Храм реставрируется.
- Храм во имя свт. и чуд. Николая, кладбищенский, деревянный, без колокольни. Построен в 1800 году усилиями коллежского асессора Николая Афанасьевича Радищева. Приписной к Спасо-Преображенскому.
- Часовня в память императора Александра III. Построена в 1902 году.

## Галерея

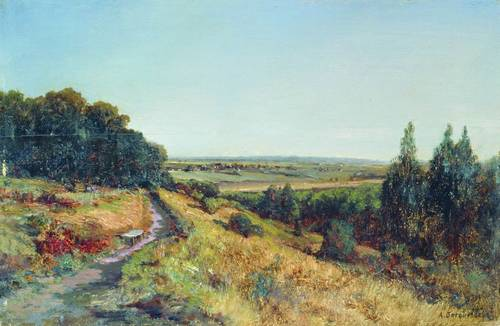
Боголюбов А.П.. Радищевская усадьба Боголюбовых (усадьба Аблязово). 1860-е
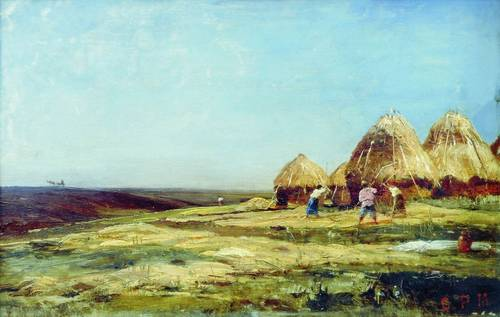
Боголюбов А.П.. Аблязово. Молотьба. 1887 год
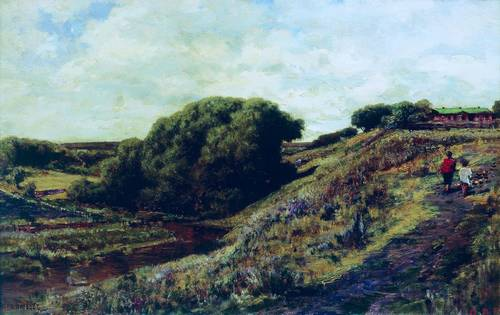
Боголюбов А.П.. Аблязово. Радищевская усадьба. Овраг. 1887 год